# Interlining
Interlining ist im Luftverkehr der Anglizismus für internationale Flugreisen mit mindestens zwei beteiligten Fluggesellschaften, bei denen ein einheitliches Flugticket in einer einheitlichen Währung ausgestellt wird.

## Allgemeines
Interlining erfordert die weltweite gegenseitige (multilaterale) Anerkennung von Tickets für Linienflüge von Vollzahlern durch die daran teilnehmenden Fluggesellschaften. Voraussetzung ist demnach, dass mindestens zwei Fluggesellschaften eine einheitliche Flugreise für einen Flugpassagier durchführen. Auf dem Ticket stehen im Flugcoupon (englisch flight coupon) mindestens zwei Teilstrecken mit mindestens einem Anschlussflug verschiedener Airlines und darunter ein Gesamt-Flugpreis. Auf der Reise wird das Reisegepäck für den Anschlussflug durchgecheckt, so dass der Flugpassagier eine einheitliche Flugreise wahrnimmt.

## Beispiel
Ein Reisender bucht bei der Lufthansa ein Flugticket für den Flug von Frankfurt/Main (IATA-Flughafencode: FRA) nach Raleigh (North Carolina) (RDU). Die Lufthansa bedient im Linienflug lediglich die dem Flugziel am nächsten liegende Strecke von FRA bis Washington, D. C. (IAD), so dass der Flugreisende dort einen bestimmten Anschlussflug mit United Airlines nach RDU nehmen muss. Der Reisende zahlt den Reisepreis für die gesamte Strecke FRA-RDU an die Lufthansa, die der United Airlines eine Vergütung für deren Anteil an der Flugroute IAD-RDU überweist.

## Abrechnung
Die gegenseitige Abrechnung pro Fluggesellschaft erfolgt über ein eigens für das Interlining geschaffenes Clearinghaus der IATA. Die am Interlining beteiligten Fluggesellschaften melden ihre Anteile an der Flugroute, die IATA verteilt entsprechend die Umsatzerlöse aus den Flugtickets.

## Rechtsfragen
Nach Art. 81 Abs. 3 AEUV (früher: Art. 81 Abs. 3 EG-Vertrag) sind Preisabsprachen zwischen Unternehmen generell untersagt. Das gilt auch für Abstimmungen zwischen Fluggesellschaften. Die Verordnung (EG) Nr. 1459/2006 untersagt beim Interlining etwaige Preisabsprachen bei Flügen in die und aus der Europäischen Union. Grund ist die stärker werdende Marktmacht der strategischen Allianzen (Luftfahrtallianzen wie die Star Alliance), die einen zunehmenden Weltmarktanteil (gemessen an Revenue Passenger Kilometers) auf sich vereinen. Seit 2007 wird deshalb ein Durchschnittspreis aller Flugpreise in bestimmten Regionen, den sogenannten „Konferenzgebieten“, ermittelt.

## Sonstiges
Pendant im Güterverkehr ist die Interline Fracht (englisch interline freight), die von mehreren Spediteuren zu einem einheitlichen Tarif beförderte Fracht.
Das Codesharing ist eine spezielle Form des Interlining, bei dem sich mehrere Fluggesellschaften einen bestimmten Linienflug teilen und jede der Gesellschaften diesen Flug unter einer eigenen Flugnummer führt. Allgemein wird beim Interlining jedoch  nicht zwingend ein Flug geteilt; jede Airline kann ihren eigenen Linienflug unter eigener Flugnummer ausführen.